# Rushmore (Minnesota)
Rushmore es una ciudad ubicada en el condado de Nobles en el estado estadounidense de Minnesota. En el Censo de 2010 tenía una población de 342 habitantes y una densidad poblacional de 521,92 personas por km².

## Geografía
Rushmore se encuentra ubicada en las coordenadas 43°37′11″N 95°47′56″O / 43.61972, -95.79889. Según la Oficina del Censo de los Estados Unidos, Rushmore tiene una superficie total de 0.66 km², de la cual 0.66 km² corresponden a tierra firme y (0%) 0 km² es agua.

## Demografía
Según el censo de 2010, había 342 personas residiendo en Rushmore. La densidad de población era de 521,92 hab./km². De los 342 habitantes, Rushmore estaba compuesto por el 90.64% blancos, el 0.88% eran afroamericanos, el 0% eran amerindios, el 3.8% eran asiáticos, el 0% eran isleños del Pacífico, el 2.34% eran de otras razas y el 2.34% pertenecían a dos o más razas. Del total de la población el 9.65% eran hispanos o latinos de cualquier raza.